# پل هسلباخ
پل هسلباخ (انگلیسی: Paul Hesselbach؛ زادهٔ ۶ ژوئیهٔ ۱۹۵۱) بازیکن فوتبال اهل آلمان است.
از باشگاه‌هایی که در آن بازی کرده‌است می‌توان به باشگاه فوتبال نورنبرگ اشاره کرد.